# Уберизація
Уберизація — це термін, що описує операційну модель роботи через онлайн-платформи в рамках так званої економіки спільного споживання, яка призводить до усунення посередників між клієнтами і постачальниками послуг та зниження експлуатаційних витрат.
Термін похідний від назви компанії Uber, яка створила мобільний застосунок, що дозволяє клієнтам подавати заявки на поїздки, котрі переадресовуються водіям, які керують власними автомобілями.

## Підґрунтя розвитку
Уберизація стала можливою завдяки розквіту цифрових технологій створених у XX та XXI століттях. Такі компанії як Uber, GrabCar, Glovo або ж сервіс Airbnb дозволяють потенційним клієнтам встановлювати безпосередній зв'язок з надавачами послуг. Феномен уберизації характеризується усуненням посередників.
Уберизовані бізнес-моделі мають такі ознаки:
- Використання цифрової платформи, що дозволяє виконувати peer-to-peer транзакції.
- Мінімізація числа ланок між постачальником і замовником послуг.
- Використання рейтингової системи оцінки якості послуг, що надається провайдером.